# Skrzypce barokowe

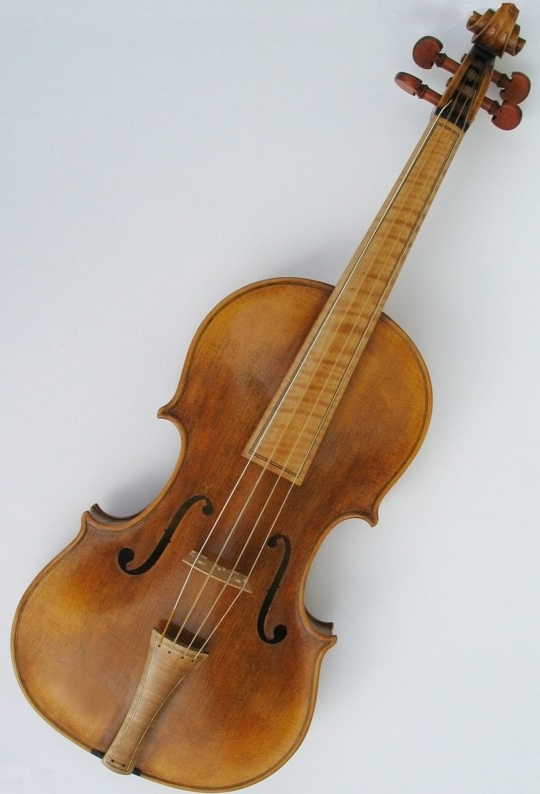
Skrzypce barokowe

Skrzypce barokowe – rodzaj skrzypiec, budowanych od II poł. XVIII wieku do czasów współczesnych.
Skrzypce barokowe posiadają struny jelitowe (w odróżnieniu od metalowych stosowanych współcześnie), co jednocześnie wymusza wyższy mostek oraz silniejszy nacisk na struny. Ma też wpływ na konstrukcję szyjki, która jest wprowadzona prosto (a nie pod kątem) w pudło rezonansowe oraz grubsza, gdyż podstrunnica jest tu nieco krótsza i oparta na klinie.
W skrzypcach barokowych istotnym elementem są zdobienia. Dotyczy to zarówno podstrunnicy, która często jest intarsjowana, jak również strunociągu i kołków z rzeźbieniami.